# Vertikal samordning
Vertikal samordning är ett begrepp inom organisationsteorin som innebär att de högre nivåerna i en hierarkisk organisation samordnar och kontrollerar medarbetarna på en lägre nivå. Begreppet kan jämföras med horisontell samordning, vilket är samordning på en hierarkiskt likställd nivå.